# Стефан Урош I
Стефан Урош I Великий (серб. Стефан Урош I Велики; предположительно 1220-е — 1 мая 1277) — король Сербии (1243—1276) из династии Неманичей.
Захватил трон в 1243 году, свергнув своего брата Стефана Владислава. Долгое правление Уроша стало периодом активного экономического развития страны. Содействовал подъёму горнодобывающей промышленности, в частности поощрял разработку серебряных и свинцовых рудников.
Благодаря росту экономики и королевских доходов вёл активную внешнюю политику. Конфликтовал с признавшим власть Венеции городом Дубровником и Никейской империей, а также с Венгрией. В 1268 году предпринял неудачную экспедицию против Венгерского королевства, в ходе которой был взят в плен и был вынужден уплатить выкуп за освобождение. Борьба с местными феодалами позволила Урошу присоединить западное Захумье и постепенно ослабить позиции князей боковой ветви династии Неманичей. Централизаторская политика короля привела в 1276 году к мятежу его сына Стефана Драгутина. Войска Уроша были разбиты объединёнными силами повстанцев и венгров в битве при Гацко. В результате Урош отрёкся от престола и ушёл в монастырь, построенный им самим в Сопочанах, где умер 1 мая 1277 года.

## Биография

### Ранние годы
Стефан Урош был младшим сыном сербского короля Стефана Первовенчанного, рожденным от его неизвестной второй жены или третьей — Анны Дандоло.
В период правления Стефана Первовенчанного Сербия была суверенным государством, однако его старшие сыновья оказались не в состоянии поддерживать это положение: Стефан Радослав попал в зависимость от деспота Эпира Феодора Комнина Дуки, а его преемник Стефан Владислав — от болгарского царя Ивана Асена II.
После смерти Ивана II Асена у Владислава появилась сильная оппозиция в лице недовольной знати. Не исключено, что Владислав смог бы подавить сопротивление непокорных дворян, если бы не начавшееся монгольское вторжение. В период между 1206 и 1227 годами монголы захватили обширные территории в Азии, а к концу 1242 года покорили большую часть русских княжеств, опустошили польские и чешские земли, а также Венгерское королевство, куда входили территории современных Венгрии, Хорватии и Боснии и Герцеговины. Возвращаясь в Прикаспийские степи, монголо-татары разорили Сербию и Болгарию. Хотя Сербия пребывала в руинах, она не понесла значительных людских потерь — население отступило в леса, где вторгшиеся отряды Батыя не стали преследовать их. Сербские города Котор, Дриваст и Свач были сожжены.
Недовольное болгарским влиянием дворянство перешло на сторону Стефана Уроша. Весной 1243 года Владислав был вынужден отречься от престола в его пользу. Желько Файфрич предположил, что Урош сломил сопротивление брата довольно быстро и некоторое время удерживал его в заточении. Однако жена Владислава, королева Белослава, не смирилась с переворотом и укрепилась в Дубровнике, откуда возглавляла оппозицию Урошу. Это подтверждается указом Уроша, датированным летом 1243 года, по которому жители города клялись в верности королю и обещали, что Белослава больше не станет предпринимать враждебных ему действий.
Династический кризис завершился быстро — братья вскоре смогли договориться. Урош проявил милосердие к Владиславу и дал ему в управление Зету, а также разрешил пользоваться королевским титулом. О действительных причинах конфликта между братьями не сохранилось достоверных сведений. Желько Файфрич отмечал, что большинство историков утрату власти Владиславом связывают со смертью болгарского царя и вторжением монголов потому, что они произошли незадолго до передачи власти Урошу.

### Правление

#### Внешняя политика
Взойдя на престол, Стефан Урош активно занимался внешней политикой, стараясь расширить свои владения и укрепить позиции страны на международной арене. В его предпочтениях в дипломатии значительную роль играла его супруга Елена, родственница сицилийского короля Карла.
Ослабление южных и восточных соседей Сербии в результате монгольского нашествия позволило Урошу сконцентрироваться на подчинении западного Захумья и защите границ с Венгерским королевством. В 1252 году сербский король вступил в конфликт с Дубровником. Предпосылками конфликта были вопрос о том, кто должен собирать налоги с католического населения, проживавшего в приморских районах, — архиепископ Дубровника или епископ Бара, принадлежавшего Сербии, вопрос торговых привилегий, пограничные конфликты, а также действия Белославы, жены прежнего короля Стефана Владислава. Спор был вынесен на суд папы римского. Урош и бывший король Владислав поддержали Бар. Хроники Дубровника указывают на враждебное отношения Уроша к городу, считая, что король намеренно вызвал конфликт, пытаясь установить контроль над Дубровником или, по крайней мере, ослабить позиции венецианцев в Сербии. Король Сербии привел к Дубровнику большое и хорошо вооруженное войско, которое опустошило окрестности города. Отряды Дубровника вышли за пределы городских стен, однако до битвы дело не дошло — дубровчане хотели избежать битвы, а Урош понимал, что не сможет взять укрепленный город штурмом.
Однако уже в 1253 году Дубровник вступил в союз с болгарским царем Михаилом Асенем I с целью свержения Уроша. Дубровник обещал поддержку болгарам на земле и на море, а также обязывался передать им все сербские города, которые сможет захватить. Власти города также вступили в переговоры с королём Венгрии и в 1254 году уплатили ему дань, вероятно, рассчитывая на его поддержку в ожидаемой войне. К альянсу против Уроша присоединился и жупан Захумья Радослав. Доподлинно не выяснено, каким был ход военных действий, но известно, что болгары, чье войско было укомплектовано в основном половцами, ограбили сербские земли до реки Лим и, опустошив Биело-Поле, отступили. Урош заключил с ними осенью 1254 года сепаратный мир, который восстановил статус-кво. В том же 1254 году Урош и Дубровник заключили мир и возместили друг другу нанесенный ущерб. В обмен на право вести международную торговлю Дубровник обязался платить сербскому королю 2000 золотых монет в год. Кроме того, город отказывался от податей с католического населения Сербии, которые отныне собирал епископ Бара. Судьба жупана Радослава неизвестна. По мнению Владимира Чоровича, Урош сверг Радослава и присоединил его земли к своим владениям. Таким образом, правившая в Захумье династия потеряла политическое значения, её представители стали местными феодалами с владениями в Попово-Поле. Кроме Радослава власти лишился также правитель Зеты Георгий, тоже поддержавший Дубровник. Как и Радослав, он был заменен наместником Уроша.

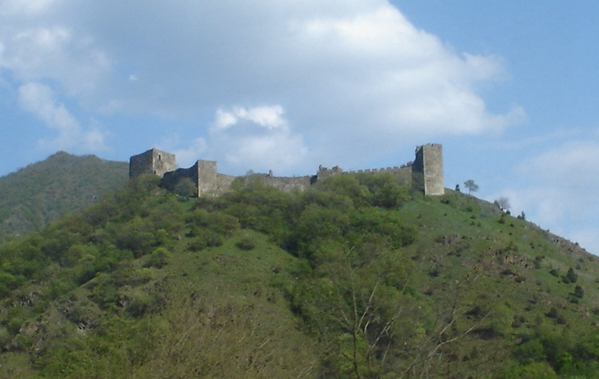
Крепость Маглич, построенная Стефаном Урошем I

На царствование Стефана Уроша пришелся расцвет Никейской империи. В 1246 году император Никеи Иоанн III Дука Ватац отобрал у болгар Фракию и Македонию, а в декабре того же года захватил Салоники. В результате новой войны в 1252 году греки заняли западную Македонию и Албанию. Растущая мощь греков привела к вмешательству сицилийского короля Манфреда из династии Гогенштауфенов, который стал оказывать поддержку Эпирскому деспотату и Ахейскому княжеству. При жизни Иоанна Дуки Ватаца Урош поддерживал с ним тесные связи, вероятно, считая благоприятными для себя успехи Ватаца в войнах с болгарами. Однако после смерти правителя Никеи около 1254 года Урош предпочел вступить в конфликт с греками. Воспользовавшись вторжением войск Эпира и сицилийского короля в Македонию, Урош в 1258 году сумел занять принадлежавшие грекам Скопье, Прилеп и Кишево. Новый император Никеи Михаил VIII Палеолог в 1261 году восстановил Византийскую империю и сумел отвоевать часть Македонии. Видя его успехи, Стефан Урош оставил занятые города и увел войско в Сербию.

Балканы и Малая Азия в 1265 году

После войны в Македонии Урош был вовлечен в борьбу венгров с чехами, будучи союзником венгерского короля Белы IV. Сын Уроша Драгутин женился на венгерской принцессе Екатерине, дочери принца Иштвана, а сам Урош в 1264 году участвовал в свадебной церемонии молодого венгерского принца Белы, герцога Славонии. Граница между Венгрией и Сербией в то время проходила, вероятно, к северу от Западной Моравы близ Равны. В 1268 году Урош решил воспользоваться масштабным конфликтом между королем Белой и его сыном Иштваном и с войском вторгся в принадлежащую венграм Мачву, однако после первоначальных успехов был разбит местным баном Белой Ростиславичем, который получил подкрепление от короля Белы, и попал в плен. Венгры освободили Уроша под гарантии, что его сын Драгутин, женатый на венгерской принцессе Екатерине, получит больше власти в стране и сможет влиять на государственные дела. С тех пор в документах Драгутин именуется «младшим королем». Некоторые историки, в том числе Сима Чиркович, считают, что брак Драгутина с Екатериной был заключен именно после этих событий, а не до вторжения Уроша в Мачву.
Около 1268 года Урош I решил покончить с зависимостью от Венгрии и сблизиться с недавно восстановленной Византийской империей. Его намерения отвечали интересам византийского императора, стремившегося обрести союзника на Балканах. Урошем I были начаты переговоры с императором Михаилом VIII о свадьбе Анны Палеолог (дочери императора) и Милутина. В следующем году ко двору сербского короля прибила византийская делегация, которую Урош заверил, что править Сербией будет именно Милутин, так как послы отказывались договориться о браке не с престолонаследником. По мнению сербского историка Желько Файфрича, Урош сообщил послам, что его старший сын Драгутин болен и потому не способен править страной.
Из Константинополя принцесса Анна в сопровождении многочисленных вельмож и прислуги прибыла в город Бер (на территории современной Македонии), откуда в Сербию отправилась группа дворян во главе с будущим патриархом Иоанном XI Векком, чтобы приготовить королевскую резиденцию к прибытию принцессы. Однако они были крайне разочарованы скромностью королевского дворца. Особенно удивило их то, что жена принца Драгутина Каталина лично занималась прядением, что, по мнению византийцев, было невозможно для особы королевской крови. Между Иоанном Веком и Урошем произошла перепалка, в которой сербский король обвинил византийцев в одержимости роскошью, а те посчитали Сербию отсталой страной, только немного поднявшейся над уровнем варваров. Затем Иоанн Векк вернулся в Бер, где попытался убедить Анну отказаться от свадьбы. Между тем, ее не смутили рассказы вельмож и она продолжила путь до Охрида, откуда Иоанн Векк вновь отправился к Урошу. На пути ко двору короля византийцы были ограблены местными разбойниками, после чего вернулись в Охрид. Согласно записям Георгия Пахимера, договор о браке был расторгнут, а принцесса Анна и Иоанн Векк вернулись в Константинополь. Желько Файфрич отмечал, что действительной причиной отказа от свадьбы стало то, что Векк видел при дворе принца Драгутина, который был совершенно здоров, и понял, что Урош обманул послов.
Отношения между Сербией и Византией серьезно испортились после того, как восшедший на сицилийский престол в 1266 году граф Прованса Карл Анжуйский вознамерился восстановить Латинскую империю и предпринял дипломатические усилия, чтобы создать антивизантийскую коалицию. В 1273 или даже в 1272 году Урош под влиянием своей жены Елены Анжуйской примкнул к этой коалиции, рассчитывая увеличить свои владения за счет Византии. Среди его союзников оказались король Сицилии, ахейский князь, эпирский деспот, болгарский царь и правитель Фессалии Иоанн Дука, чья дочь Елена была выдана за младшего сына Уроша Милутина. Однако до войны между Урошем и Михаилом Палеологом не дошло, так как Византия сумела нанести упреждающий удар в Албании, значительно укрепив свои позиции в этом регионе.
Несмотря на то, что спорные вопросы между Сербией и Дубровником были решены мирным договором 1254 года, Урош в 1275 году вновь атаковал город, пытаясь взять его штурмом. Правитель Дубровника Петар Чеполо впервые за историю города не ограничился обороной за крепостными стенами, а вывел войско в поле и сумел отбить сербское наступление. В свою очередь дубровникский флот разорил ряд приморских сербских городов, однако попал в сербскую засаду и был разбит. Около 40 представителей знатных семей Дубровника были взяты в плен. Командующий флотом Бенедикт Гундулич и один венецианец были ослеплены по приказу Уроша. Вскоре при посредничестве Венеции был заключен мир.

#### Внутренняя политика

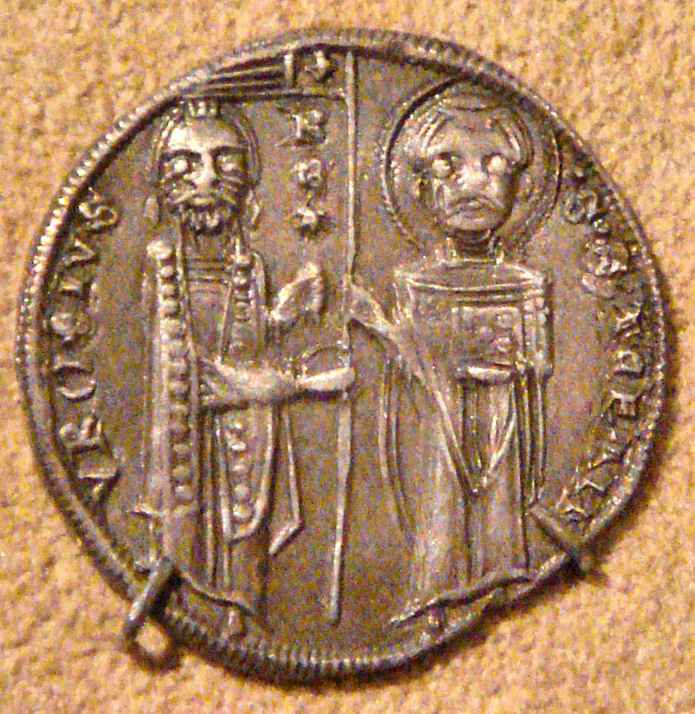
Монета Стефана Уроша I

Правление Стефана Уроша стало временем активного экономического развития страны. С его разрешения в Сербии стали селиться саксонские рудокопы (серб. Саси), бежавшие из Трансильвании от монголо-татар. В массово возводимых рудниках они добывали золото, серебро, свинец, олово и т. д. Они обладали самоуправлением («саксонские привилегии»), уплачивая налог в королевскую казну. По данным Симы Чирковича, началом переселения саксонских рудокопов в Сербию стоит считать период между 1241 и 1250 гг.
Возле рудников создавались новые города. Их благосостояние во многом зависело от залежей руд и от того, насколько легкой были их добыча и обработка. Вскоре в горном деле и поддержании жизни рудников и новых городов оказались задействованы местные жители-сербы, которые спустя некоторое время ассимилировали саксонцев. Развитие металлургии подстегнуло рост торговли, а также позволило Урошу начать чеканку собственной серебряной монеты.

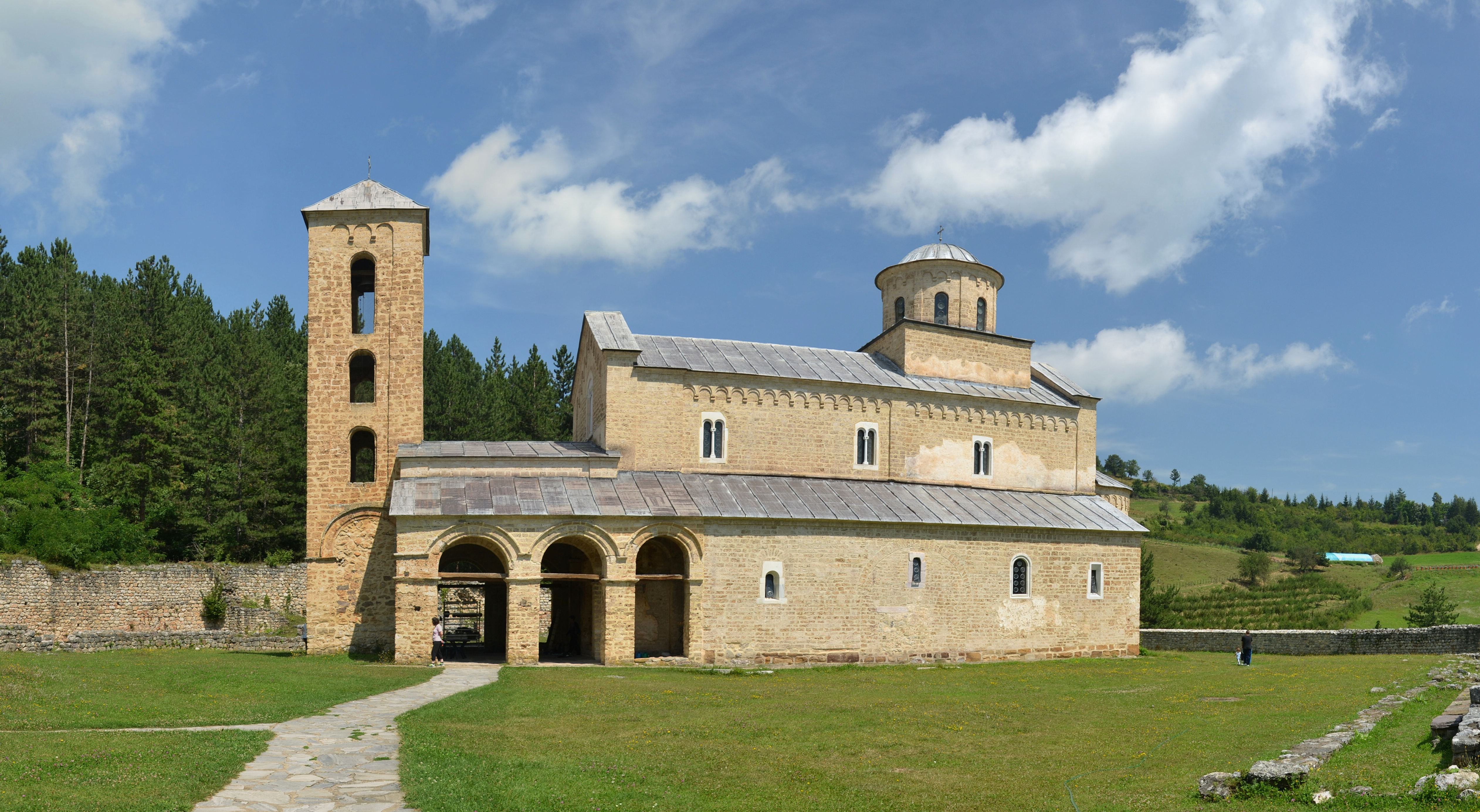
Монастырь Сопочаны, построенный Стефаном Урошем I

Одновременно со способствовавшей развитию торговли активностью рудокопов Урош и со своей стороны предпринимал усилия по её обеспечению. Стремясь обеспечить безопасность рудокопов, Урош сформировал специальные вооруженные отряды. Интересы купцов также были обеспечены торговыми соглашениями, в котором сербский король брал на себя обязательства покрывать материальные потери, понесенные от рук грабителей.
На протяжении всего периода своего правления Стефан Урош поддерживал тесные отношения с Сербской православной церковью, хотя и здесь проявлялась его склонность к централизации власти. В 1263 году он способствовал назначению архиепископом Сербии своего брата Саввы, а после его смерти — ученика Саввы, афонского монаха Иоанна. Иоанн был настолько близок к королю, что оставил свой пост после свержения Уроша.
В 1260-х годах Стефан Урош основал монастырь Сопочаны. Фрески в церкви монастыря являются венцом сербской живописи XIII века. Они изображают религиозные сцены, а также членов королевской семьи. Король также распорядился построить часовню Преображения в афонском монастыре Хиландар и дал задание монаху Доменциану написать «Жизнеописание святого Саввы» и «Жизнь святого Симеона».
Дубровникский историк Мавро Орбини так оценивал политику Уроша:
И так, благодаря многим рудникам, которые они ему открыли, весьма выросло его богатство и стал он очень богат. Так не смогли его предшественники, жившие просто и не переживавшие о накоплении богатств и привлечении денег.

### Конфликт с сыном
В целях централизации власти в королевстве Стефан Урош не стал выделять уделы своим сыновьям. Старший из них, Драгутин, оставаясь при королевском дворе, при поддержке своего тестя, венгерского короля Иштвана V, стремился, однако, получить себе в управление часть королевства. По мнению Симы Чирковича, это было одним из условий освобождения Уроша из венгерского плена в 1268 году. Несмотря на постоянные требования сына и давление со стороны Венгрии, Урош длительное время отказывался выделить Драгутину удел в правление. В очередной раз Драгутин поднял этот вопрос непосредственно после войны с Дубровником в 1275 году. Стефан Урош вновь ответил отказом.
В 1276 году Драгутин начал восстание. С той частью сербского дворянства, что выступила на его стороне, он прибыл в Венгрию и попросил там помощи в войне против отца. Пополнив свое войско венгерскими и половецкими отрядами, Драгутин вторгся в Сербию. В битве близ города Гацко армия Уроша была разбита. Сербский хронист так писал об этих событиях:
И так как между ними был великий бой в земле, именуемой Гацко, сын одолел родителя и взял его престол силой. И когда стал править на престоле отца в земле сербской, стал звать себя благочестивым, христолюбивым, самодержавным всей сербской, поморской, подунайской и сремской земли королем Стефаном.
После поражения в битве Урош отрекся от престола и постригся в монахи в монастыре Сопочаны, где скончался в 1277 году.

## Семья
В 1245 или 1250 году Стефан Урош I женился на Елене Анжуйской, от которой, по данным историка Желько Файфрича, имел пятерых детей — четырёх сыновей и дочь:
- Стефан Драгутин
- Стефан Урош II Милутин
- Брнча
- Стефан (ум. до 1264)
- дочь, чье имя неизвестно

## Родословная
|  |                       |  |  |  |  |  |  |  |  |  |  |  |  |  |  |  |
|  | Урош I, князь Рашки   |  |  |  |  |  |  |  |  |  |  |  |  |  |  |  |
|  |                       |  |  |  |  |  |  |  |  |  |  |  |  |  |  |  |
|  |                       |  |  |  |  |  |  |  |  |  |  |  |  |  |  |  |
|  | Завид                 |  |  |  |  |  |  |  |  |  |  |  |  |  |  |  |
|  |                       |  |  |  |  |  |  |  |  |  |  |  |  |  |  |  |
|  |                       |  |  |  |  |  |  |  |  |  |  |  |  |  |  |  |
|  | Анна Диогена          |  |  |  |  |  |  |  |  |  |  |  |  |  |  |  |
|  |                       |  |  |  |  |  |  |  |  |  |  |  |  |  |  |  |
|  |                       |  |  |  |  |  |  |  |  |  |  |  |  |  |  |  |
|  | Стефан Неманя         |  |  |  |  |  |  |  |  |  |  |  |  |  |  |  |
|  |                       |  |  |  |  |  |  |  |  |  |  |  |  |  |  |  |
|  |                       |  |  |  |  |  |  |  |  |  |  |  |  |  |  |  |
|  | Стефан Первовенчанный |  |  |  |  |  |  |  |  |  |  |  |  |  |  |  |
|  |                       |  |  |  |  |  |  |  |  |  |  |  |  |  |  |  |
|  |                       |  |  |  |  |  |  |  |  |  |  |  |  |  |  |  |
|  | Анастасия Сербская    |  |  |  |  |  |  |  |  |  |  |  |  |  |  |  |
|  |                       |  |  |  |  |  |  |  |  |  |  |  |  |  |  |  |
|  |                       |  |  |  |  |  |  |  |  |  |  |  |  |  |  |  |
|  | Стефан Урош I         |  |  |  |  |  |  |  |  |  |  |  |  |  |  |  |
|  |                       |  |  |  |  |  |  |  |  |  |  |  |  |  |  |  |
|  |                       |  |  |  |  |  |  |  |  |  |  |  |  |  |  |  |
|  | Витале Дандоло        |  |  |  |  |  |  |  |  |  |  |  |  |  |  |  |
|  |                       |  |  |  |  |  |  |  |  |  |  |  |  |  |  |  |
|  |                       |  |  |  |  |  |  |  |  |  |  |  |  |  |  |  |
|  | Энрико Дандоло        |  |  |  |  |  |  |  |  |  |  |  |  |  |  |  |
|  |                       |  |  |  |  |  |  |  |  |  |  |  |  |  |  |  |
|  |                       |  |  |  |  |  |  |  |  |  |  |  |  |  |  |  |
|  | Райнеро Дандоло       |  |  |  |  |  |  |  |  |  |  |  |  |  |  |  |
|  |                       |  |  |  |  |  |  |  |  |  |  |  |  |  |  |  |
|  |                       |  |  |  |  |  |  |  |  |  |  |  |  |  |  |  |
|  | Анна Дандоло          |  |  |  |  |  |  |  |  |  |  |  |  |  |  |  |
|  |                       |  |  |  |  |  |  |  |  |  |  |  |  |  |  |  |
|  |                       |  |  |  |  |  |  |  |  |  |  |  |  |  |  |  |